# Tempura
Tempura (天ぷら ali 天麩羅, tenpura) je tipična japonska jed, ki je običajno sestavljena iz morskih sadežev in zelenjave, obloženih v tankim testom in globoko ocvrta. Začetki tempure segajo v 16. stoletje, ko so portugalski jezuiti s trgovino Nanban prinesli zahodnjaško metodo kuhanja, ki je zajemala oblaganje živil z moko in cvrtjem.

## Priprava

### Testo
Rahlo testo je narejeno iz ledene vode, jajc in mehke pšenične moke ali večnamenske moke. Včasih se doda soda bikarbona ali pecilni prašek, da postane ocvrtje rahlo. Uporaba gazirane vode namesto navadne vode ima podoben učinek. Testo za tempuro tradicionalno mešamo v majhnih serijah z uporabo palčk le nekaj sekund, pri čemer v mešanici ostanejo grudice, ki skupaj s hladno temperaturo testa povzročijo edinstveno puhasto in hrustljavo strukturo tempure, ko je kuhana. Testo pogosto ohranjamo hladno tako, da dodamo led ali damo skledo v večjo skledo z ledom. Prekomerno mešanje testa bo aktiviralo pšenični gluten, zaradi česar bo mešanica moke med cvrtjem postala mehka in podobna testu.
Posebno oblikovana moka za tempuro je na voljo v supermarketih. To je na splošno lahka moka (z nizko vsebnostjo glutena) in občasno vsebuje vzhajala, kot je pecilni prašek.
Tempura v premazu ne uporablja krušnih drobtin. Globoko ocvrta živila, obložena s krušnimi drobtinami, se imenujejo furai, globoko ocvrta živila v zahodnem slogu, kot sta tonkacu ali ebi furai (ocvrta kozica),  so izumili Japonci.
Testu ali sestavinam niso dodane nobene začimbe ali sol, razen v nekaterih receptih, ki priporočajo spiranje morskih sadežev v slani vodi pred pripravo.

### Cvrtje
Tanke rezine ali trakove zelenjave ali morskih sadežev pomočimo v testo, nato pa na hitro popečemo v vročem olju. Najpogostejša sta rastlinsko olje ali olje oljne repice; vendar je bila tempura tradicionalno kuhana s sezamovim oljem. Številne specializirane trgovine še vedno uporabljajo sezamovo olje ali olje čajnih semen in domneva se, da nekatere spojine v teh oljih pomagajo pri pripravi lahkega, bolj hrustljavega testa.
Končni ocvrtek je bledo belkast, tanek in puhast, vendar hrustljav.
Koščke testa (znane kot tenkasu) odstranimo med serijami tempure, da se ne zažgejo in ne pustijo slabega okusa v olju. V ta namen se uporablja majhna mrežasta zajemalka (Ami jakuši). Tenkasu so pogosto rezervirani kot sestavine drugih jedi ali kot preliv.

### Sestavine
Kot sestavine tradicionalne tempure se običajno uporabljajo različni morski sadeži in zelenjava.

### Postrežba in predstavitev
Kuhane kose tempure jemo bodisi z omako za pomakanje, solimo brez omake ali pa jih uporabimo za sestavljanje drugih jedi. Tempuro običajno postrežemo z naribanim daikonom in jemo vročo takoj po cvrtju. Na Japonskem jo pogosto najdemo v skledah juhe soba ali udon v obliki kozic, listov šiso ali ocvrtku. Najpogostejša omaka je tentsuju omaka (približno trije deli daši, en del mirina in en del šōju). Namesto tega lahko posneto tempuro pred jedjo potresemo z morsko soljo. Uporabljajo se tudi mešanice zelenega čaja v prahu in soli ali juzu in soli.
Kakiage je vrsta tempure, narejena iz mešanih zelenjavnih trakov, kot so čebula, korenje in repinec, včasih pa vključuje tudi kozice ali lignje, ki so globoko ocvrti kot majhni okrogli ocvrtki.
Tempura se uporablja tudi v kombinaciji z drugimi živili. Če jo postrežemo nad sobo (ajdovimi rezanci), jo imenujemo tempura soba ali tensoba. Tempura se postreže tudi kot jed donburi, kjer se kozice tempura in zelenjava postrežejo čez dušen riž v skledi (tetiva) in na vrhu udon juhe (tempura udon).

## Zgodovina
- Peixinhos da horta ('Ribice z vrta'), portugalski prednik japonske tempure
- Tempura yatai (stojnica) iz obdobja Edo[10]
- Črni bas ten-don v jezeru Aši na Japonskem
- Tenja

### Izvor
Zgodnejša japonska globoko ocvrta hrana je bila preprosto ocvrta brez paniranja ali testa ali pa ocvrta z riževo moko. Vendar pa so proti koncu 16. stoletja portugalski misijonarji v Nagasakiju pridobili tehniko kuhanja ocvrtkov s testom iz moke in jajc. Peixinhos da horta je bila jed, ki so jo pogosto jedli med pustom ali Veliko nočjo, da bi izpolnili pravila posta in vzdržnosti katoličanov. Beseda tempura izvira iz latinske besede tempora, izraza, ki se nanaša na te postne čase (špansko Témporas). V tistih časih so bile sestavine prekrite z gostim testom, ki je vsebovalo moko, sladkor in sake, nato pa ocvrte na masti. Ker je testo že vsebovalo začimbe, so ga jedli brez omake.
V zgodnjem 17. stoletju so na območju Tokijskega zaliva sestavine in priprava tempure doživele izjemno spremembo, saj je postala priljubljena kultura jatai (voziček s hrano). Pri tempuri so kot sestavine uporabili samo moko, jajca in vodo, testo pa ni bilo aromatizirano, saj je na najboljši način izkoristil sveže morske sadeže in hkrati ohranil njihov nežen okus. Ker je bilo testo minimalno mešano v hladni vodi, se je izognilo lepljivosti testa, ki ga povzroča aktivacija pšeničnega glutena, kar je povzročilo hrustljavo teksturo, ki je zdaj značilna za tempuro. Postalo je običajno, da tempuro na hitro potopimo v omako, pomešano z naribanim daikonom, tik preden jo zaužijemo.
Danes na Japonskem glavni tok receptov za tempuro izvira iz tempure v 'tokijskem slogu' (znanem tudi kot slog Edo), ki so jo izumili na stojnicah s hrano ob ribji tržnici ob reki v obdobju Edo. Glavni razlog, da je tempura postala priljubljena, je bila obilica morske hrane. Poleg tega je z napredovanjem tehnik pridobivanja olja postalo jedilno olje cenejše. Strežba globoko ocvrte hrane v zaprtih prostorih je bila med Edom prepovedana, ker je olje predstavljalo nevarnost požara v japonskih stavbah, ki so bile narejene iz papirja in lesa. Zato je tempura postala priljubljena kot hitra hrana na stojnicah s hrano na prostem. Nataknili so nabodala in jedli z omako za pomakanje. Tempura velja za eno od 'delikates Edo' skupaj s sobo (ajdovimi rezanci) in sušijem, ki sta bila tudi hrana na stojnicah.
Moderni recept za tempuro je bil prvič objavljen leta 1671 v kuharski knjigi z naslovom 料理献立抄. Po obdobju Meidži tempura ni več veljala za izdelek hitre prehrane, ampak se je razvila kot kulinarika visokega razreda.

## Različice

### Japonska
Na Japonskem se restavracije, specializirane za tempuro, imenujejo tenpura-ja. Številne restavracije ponujajo tempuro kot del obroka ali bento (škatle za kosilo), prav tako pa je priljubljena sestavina v škatlah za bento v trgovinah. Sestavine in slogi kuhanja in serviranja tempure se po državi zelo razlikujejo, pri čemer je pomembna uporaba svežih, sezonskih sestavin.

### Zunaj Japonske
Zunaj Japonske (pa tudi nedavno na Japonskem) obstaja veliko netradicionalnih in fuzijskih uporab tempure. Kuharji po vsem svetu na svoje jedilnike vključujejo jedi s tempuro, uporabljajo pa veliko različnih testov in sestavin, vključno z netradicionalnim brokolijem, bučkami, šparglji in čučuji. Bolj nenavadne sestavine lahko vključujejo rezine nori, suho sadje, kot so banane, in sladoled (ocvrt sladoled na osnovi tempure). Znano je, da ameriške restavracije strežejo tempuro v obliki različnih vrst mesa, zlasti piščanca in sirov, običajno mocarele. Različica je uporaba panka (drobtin), kar ima za posledico bolj hrustljavo konsistenco kot testo za tempuro, čeprav bi to na Japonskem uvrstili med jed furai. Tempura (zlasti kozice) se pogosto uporablja kot nadev v makizušiju. Novejša različica sušija tempura ima cele kose sušija, potopljene v testo in ocvrte na tempuri.
V Bangladešu cvetove buč ali kostnega mozga pogosto globoko ocvrejo z gramom začimbne mešanice riževe moke, kar ustvari bengalsko tempuro, znano kot kumro ful bhaja.
V Tajvanu je tempura, kot je opisano v prejšnjem, znana kot tiānfùluó (天婦羅) in jo običajno najdemo na meniju v japonskih restavracijah po vsem otoku. Podobno zveneča jed tianbula (kitajsko: 甜不辣; pinjin: tiánbùlà; dob.: 'sladko, ni začinjeno') se običajno prodaja na nočnih tržnicah. Tianbula je japonska sacuma-doba in so jo v Tajvan pod japonsko vladavino uvedli ljudje iz Kjušuja, kjer je sacuma-doba splošno znana kot tempura.